# نوبليجاس
نوبليجاس (بالإنجليزية: Noblejas)‏ هي بلدية ومدينة في منطقة الحكم الذاتي كاستيا-لا مانتشا وتقع في مقاطعة طليطلة في وسط إسبانيا. تبلغ مساحة هذه المدينة 70 (كم²)، ويبلغ عدد سكانها 3332 نسمة حسب إحصاء المعهد الوطني الإسباني سنة 2006 م.